# Назаров Федір Дмитрович
Федір Дмитрович Назаров (1884 — 1930) (рос. Назаров Фёдор Дмитриевич) — донський козак. Голова загальнокозачого Фронтового з'їзду, який проходив в Києві.

## Життєпис
Народився з козацькій родині в станиці Ново-Миколаївська, Таганрозького округу, ОВД, в родині рибопромисловців Д. І. Назарова. Закінчив прогімназію і вчительську семінарію, після чого з 1910 по 1915 рік був учителем в станицях Дону.
У початку 1915 року був мобілізований і відправлений в Новочеркаське козацьке військове училище, яке закінчив у серпні 1915 в чині прапорщика. Був призначений в 7-й Донський козачий полк.
Пробувши на фронті до середини літа 1917 хорунжий Назаров був обраний делегатом від полку на загальнокозачий Фронтовий з'їзд, який проходив в Києві. На з'їзді його обрали головою.
На Дону Назаров взяв активну участь у подіях які там відбувалися. Він був один з перших хто встав під командування отамана Каледіна, і бився в його частинах з робочими дружинами Донбасу наприкінці 1917. Під час цих боїв він був поранений у праву руку. З заняттям Ростова-на-Дону Назаров отримав дозвіл від Каледіна на формування козачого партизанського загону з офіцерів 7-го Донського козачого полку. Пізніше в його підпорядкування увійшла кінна партизанська батарея під командуванням осавула Неживова. Під час боїв за Ростов і Новочеркаськ прикривав місто з заходу. На початку лютого 1918 під своїм командуванням у нього були бойові дружини станиць: Олександрівська, Аксакайська, Гниловська, Ольгинська.
Зі своїм кінним партизанським загоном Назаров зробив Степовий похід.
Після походу його підвищили з чину сотника в чин осавула, Назаров був призначений командиром 42-го Донського козачого кінного полку на чолі з яким бився проти рудничних партизан і частин червоної гвардії на Донбасі наприкінці 1918 початку 1919 року, потім вже в Україні.
При загальному відступі в 1919 році потрапив до Польщі, з якою перебрався до Криму. Приєднався до Російської армії генерала Врангеля. Після поразки Врангеля в Криму на початку грудня 1920 року емігрував до Болгарії.
У Болгарії займався сільським господарством, на куплених землях організував козацьку емігранську станичну артіль.